# Light rail

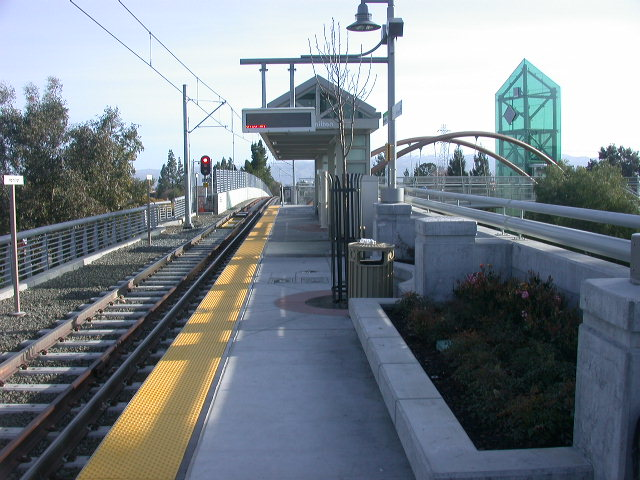
Santa Clara Valley Transportation Authority light rail system i Kalifornien, USA

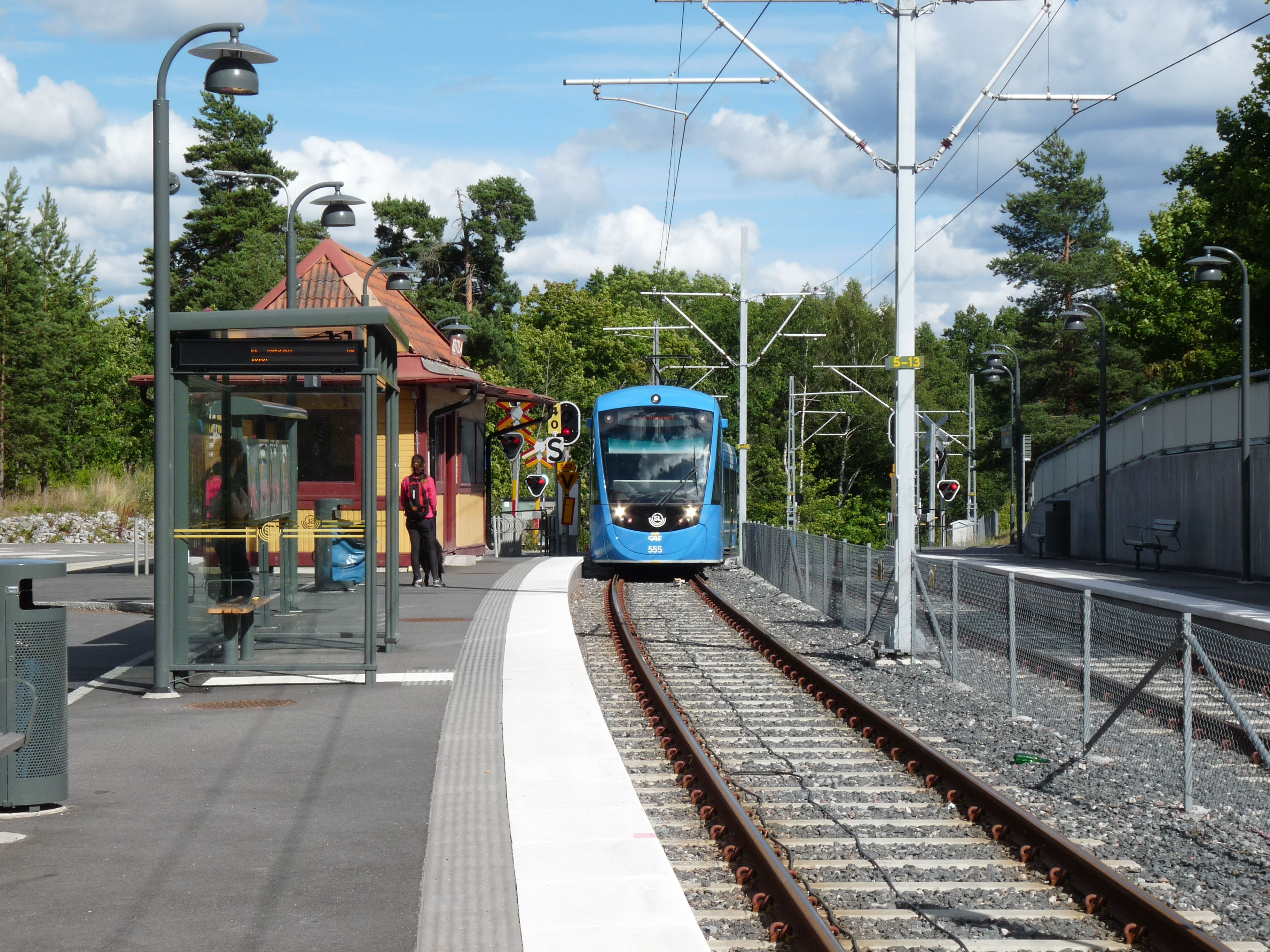
Lidingöbanan är exempel på en light rail-bana.

Light rail, egentligen Light Rail Transit, är lätta eldrivna tåg som går på egen järnväg eller stadsbana, helt eller nästan helt på egen banvall och har längre avstånd mellan hållplatser/stationer jämfört med en vanlig spårväg. Strömtillförseln sker vanligtvis via kontaktledning eller tredje skena. Hastigheten på light rail är högre än på traditionell spårväg och kan variera mellan 50 och 120 km/h. För att hastigheten ska få vara högre än 60 km/h (enligt europeiska regler) behövs ett hyttsignalsystem, vilket till exempel finns på Tvärbanan och tunnelbanan. 

## Ursprung
Termen Light rail kommer från USA, och har etablerats i Danmark översatt till Letbane, men är inte väletablerad i Sverige. Lättbana har förekommit som översättning. I Norge används ordet Bybane, en översättning av det tyska ordet Stadtbahn (Stadsbana) som har en liknande betydelse.

## Exempel
- Lidingöbanan
- Tvärbanan
- Aarhus Letbane